# Barrera de gel Filchner-Ronne

Localització a l'Antàrtida (en blau)

Gel marí ràpid a la barrera de gel Filchner-Ronne.

La barrera de gel Filchner-Ronne (en anglès: Filchner-Ronne Ice Shelf o Ronne-Filchner Ice Shelf) és una barrera de gel (plataforma de gel) de l'Antàrtida al Mar de Weddell. Ocupa una superfície de 430.000 km² essent el segon casquet glacial més gran de l'Antàrtida, després del de Ross. L'illa Berkner separa les dues seccions de la barrera, l'oriental es diu Filchner i l'occidental Ronne. S'hi desprenen icebergs 
El casquet glacial Filchner confronta amb l'illa Berkner i a l'est amb Coats Land. La part est va ser descoberta el 1912 per una expedició alemanya comandada per Wilhelm Filchner.
L'octubre de 1998 s'hi va desprendre un gran iceberg anomenat A-38, feia uns 150 per 50 km i era més gran que l'estat de Delaware. Les seves restes van arribar a l'illa Sud de Nova Zelanda on no es veien icebergs des de 1931.